# Kévin Soni
Kévin Soni (Douala ,17 april 1998) is een Kameroens voetballer die als middenvelder speelt.
Soni speelde als profvoetballer op het hoogste niveau van Frankrijk, Spanje, Griekenland en Turkije.

## Loopbaan
Soni is een product van de jeugdopleiding van Girondins de Bordeaux. Hij maakte in 2015 zijn debuut als profvoetballer in het eerste elftal van de club. Gedurende het seizoen 2016/17 werd hij op huurbasis gestald bij Pau FC, spelend op het derde niveau. Met vijftien wedstrijd en drie doelpunten had hij een bijdrage in de handhaving van de club, die dit op de laatste speeldag wist te bewerkstelligen. Nadat een doorbraak bij Bordeaux uitbleef speelde hij in Spanje voor onder andere Girona en Espanyol. Het aantal wedstrijden in het eerste elftal was schaars en de middenvelder maakte voornamelijk minuten bij de beloftenelftallen van zijn werkgevers.
Medio 2021 trok Soni naar Griekenland, waar hij voor drie seizoenen tekende bij Asteras Tripolis. Hier kwam hij voor het eerst veel aan spelen toe op het hoogste niveau. Hij kwam in de jaargang 2021/22 dan ook tot 30 optredens in Griekenland. Hierna raakte hij echter uit de gratie en bracht hij periodes op huurbasis in Turkije door, eerst bij Hatayspor en later bij Adana Demirspor. Bij laatsgenoemde club kwam hij echter niet in actie. In september 2023 ging Soni in Roemenië aan de slag, bij Rapid Boekarest. In februari 2024 speelde hij een aantal maanden verhuurd voor Hapoel Jeruzalem.
Na ruim drie maanden bij Bnei Sachnin doorgebracht te hebben, vond Soni in januari 2025 met het Servische Železničar Pančevo een nieuwe werkgever.